# Friday I’m in Love
«Friday I’m in Love» (рус. В пятницу я влюблён) — песня группы The Cure из девятого студийного альбома Wish. Также вышла отдельным синглом, это был второй сингл с этого альбома.
Песня и по состоянию на 2017 год является второй самой успешной песней группы в британском хит-параде — она достигла 6 места в национальном сингловом чарте, проиграв только песне «Lullaby» (5 место в 1989 году).
В США песня достигла 18 места в Billboard Hot 100.

## Сюжет песни
Как пишет музыкальный сайт Songfacts, эта песня — остроумный ответ Роберта Смита на особую, уже ставшую традиционной любовь в рок-музыке к выходным дням (в смысле, уикэнд постоянно фигурирует в текстах песен).
В песне Роберт Смит поёт, что чувствует влечение к своей возлюбленной по расписанию — по пятницам, когда они вместе куда-нибудь ходят вдвоём, при этом абсолютно выключает её из своей жизни в остальные дни. Журналу Spin он сказал следующее:
«Friday I’m in Love» — глупая поп-песня, но [при этом] в реальности она довольно классная, потому что так абсурдна. Она так не соответствует моему характеру — очень оптимистична и до такой степени [порхает] посреди счастливой страны. Приятно иметь такую [песню] для противовеса. Люди думают, что мы [...] лидеры какого-то «мрачного движения». Я могу сидеть и писать мрачные песни весь день, но я просто не вижу смысла.
Как пишет сайт Songfacts, первая строчка песни — «Мне всё равно. если понедельник грустный» (англ. I don’t care if Monday’s blue) — отсылка к популярной песне группы New Order «Blue Monday».

## Премии и признание
Видеоклип к этой песне (режиссёр Тип Поуп) в 1992 году получил премию телеканала MTV в категории «Лучшее музыкальное видео».
В 2014 году британский музыкальный журнал New Musical Express поместил песню «Friday I’m in Love» в исполнении группы Cure на 366-е место своего списка «500 величайших песен всех времён».

## Список композиций
| №  | Название             | Длительность |
| -- | -------------------- | ------------ |
| 1. | «Friday I’m in Love» | 3:36         |
| 2. | «Halo»               | 3:47         |

| №  | Название                               | Длительность |
| -- | -------------------------------------- | ------------ |
| 1. | «Friday I’m in Love» (Strangelove Mix) | 5:29         |
| 2. | «Halo»                                 | 3:47         |
| 3. | «Scared as You»                        | 4:12         |

| №  | Название                               | Длительность |
| -- | -------------------------------------- | ------------ |
| 1. | «Friday I’m in Love»                   | 3:36         |
| 2. | «Halo»                                 | 3:47         |
| 3. | «Scared as You»                        | 4:12         |
| 4. | «Friday I’m in Love» (Strangelove Mix) | 5:29         |

## Участники записи
The Cure:
- Роберт Смит — вокал, гитара, клавишные
- Пэрри Бамоунт — клавишные, гитара
- Порл Томпсон[англ.] — гитара
- Саймон Гэллап — бас-гитара
- Борис Уильямс[англ.] — барабаны

## Чарты
| Чарт (1992-93)                     | Позиция в чарте |
| ---------------------------------- | --------------- |
| Австралия (ARIA)                   | 39              |
| Австрия (Ö3 Austria Top 40)        | 13              |
| Canada (RPM)                       | 3               |
| Германия (GfK)                     | 16              |
| Ирландия (IRMA)                    | 4               |
| Нидерланды (Single Top 100)        | 32              |
| Новая Зеландия (Recorded Music NZ) | 7               |
| Норвегия (VG-lista)                | 7               |
| Швеция (Sverigetopplistan)         | 17              |
| Швейцария (Schweizer Hitparade)    | 17              |
| Великобритания (OCC UK Singles)    | 6               |
| ЮАР (EMA)                          | 1               |
| США (Billboard Hot 100)            | 18              |
| США (Billboard Dance Club Songs)   | 32              |
| US Modern Rock Tracks (Billboard)  | 1               |